# Боевой киносборник № 12
«Боевой киносборник № 12» — двенадцатый фильм серии из тринадцати боевых киносборников, вышедших в годы Великой Отечественной войны. Киносборник выпущен на экраны 12 августа 1942 года.
К эпизоду «Ванька» сценарий написан Семёном Полоцким, Матвеем Тевелёвым, Мануэлем Большинцовым, режиссёр Герберт Раппопорт, оператор-постановщик Владимир Рапопорт, художник-постановщик Моисей Левин, композитор Василий Великанов.
К эпизоду «Сын бойца» сценарий написан Сергеем Михалковым, Иосифом Прутом, Габитом Мусреповым, режиссёр Вера Строева, оператор-постановщик Семён Шейнин.

## Сюжет

### Эпизод «Ванька»
Эпизод описывает приключения двух детей в партизанском отряде.
Новелла повествует о двух подростках — Ване и Тане, родители которых были убиты фашистами. Дети решают пробраться в партизанский отряд, чтобы отомстить убийцам. Не дойдя до леса, где они надеются встретить партизан, Ваня, испугавшись, убегает обратно в деревню. А Таня, переодевшись в костюм мальчика, который она снимает с огородного чучела, все же добирается к партизанам в лес.

### Эпизод «Сын бойца»
На одном из участков фронта наступающие гитлеровские войска гонят перед собой группу женщин и детей, лишая возможности советских бойцов вести огонь по противнику. Молодая женщина с младенцем на руках, охваченная ненавистью к врагу, призывает бойцов стрелять.

## В ролях

### Эпизод «Ванька»
- Янина Жеймо — Танька Крылова
- Юрий Боголюбов — Ванька
- Михаил Жаров — дед
- Борис Блинов — Василий Васильевич, командир партизанского отряда
- Николай Черкасов — Сафронов
- Константин Сорокин — денщик
- Екатерина Сипавина — партизанка

### Эпизод «Сын бойца»
- Олег Жаков — Пётр Воробьёв, снайпер
- Капан Бадыров — Сабид Айманов, боец
- Евгений Немченко — лейтенант Кротов
- Лариса Емельянцева — Смирнова, пленная
- Манефа Соболевская — Клава, санитарка
- Александра Данилова — пленная